# Andhra Pradesh
Andhra Pradesh (hindi आंध्र प्रदेश, trb.: Andhra Pradeś, trl.: Āṁdhra Pradeś; telugu ఆంధ్ర ప్రదేశ్; urdu آندھرا پردیش; ang. Andhra Pradesh) – stan w południowo-wschodnich Indiach. Leży pomiędzy 12°41' i 22°N równoleżnikiem i 77° oraz 84°40'E południkiem. Sąsiaduje ze stanami: Telangana na północnym zachodzie, Orisa na północy, Tamilnadu na południu i Karnataka na zachodzie. Jego wschodnią granicę stanowi Zatoka Bengalska.
Jest to ósmy co do wielkości stan w Indiach oraz dziesiąty pod względem liczby ludności. Przez jego obszar przebiegają rzeki Godawari, Citravathi i Krishna. Jego tymczasową stolicą jest Hajdarabad (obecnie położony w stanie Telangana), drugim co do wielkości miastem jest Visakhapatnam.
02.06.2014 r. ze stanu Andhra Pradesh został wydzielony stan Telangana. Hajdarabad pozostał tymczasową stolicą Andhra Pradesh na okres 10 lat. W tym czasie ma powstać nowa stolica stanu.
Języki: telugu (85%), urdu (8,3%), hindi (2,8%), tamilski (1,1%).

## Gospodarka
Rolnictwo (głównie uprawa ryżu i bawełny) stanowi główną gałąź zatrudnienia większości mieszkańców, jednak niekorzystnie wpływają na nie często występujące tu susze.

## Podział administracyjny
Historycznie, acz nieformalnie, stan Andhra Pradesh dzielony jest na dwa regiony: Andhra Przybrzeżna oraz Rayalaseema.
Z prawnego punktu widzenia do 2022 roku stan ten podzielony był na 13 następujących dystryktów:
- Anantapur
- Chittoor
- East Godavari
- Guntur
- Kadapa
- Karnulu
- Krishna
- Nellore
- Prakasam
- Srikakulam
- Visakhapatnam
- Vizianagaram
- West Godavari

W 2022 roku dokonano zmian w podziale administracyjnym i utworzono 13 nowych dystryktów, czyli łącznie jest ich obecnie 26. Zmiany te weszły w życie 4 kwietnia 2022.
- Alluri Sitharama Raju
- Anakapalli
- Anantapur
- Annamayya
- Bapatla
- Chittoor
- East Godavari
- Eluru
- Guntur
- Kadapa (YSR)
- Kakinada
- Karnulu
- Konaseema
- Krishna
- Nandyal
- Nellore (Sri Potti Sriramulu Nellore)
- NTR
- Palnadu
- Parvathipuram Manyam
- Prakasam
- Sri Sathya Sai
- Srikakulam
- Tirupati
- Visakhapatnam
- Vizianagaram
- West Godavari

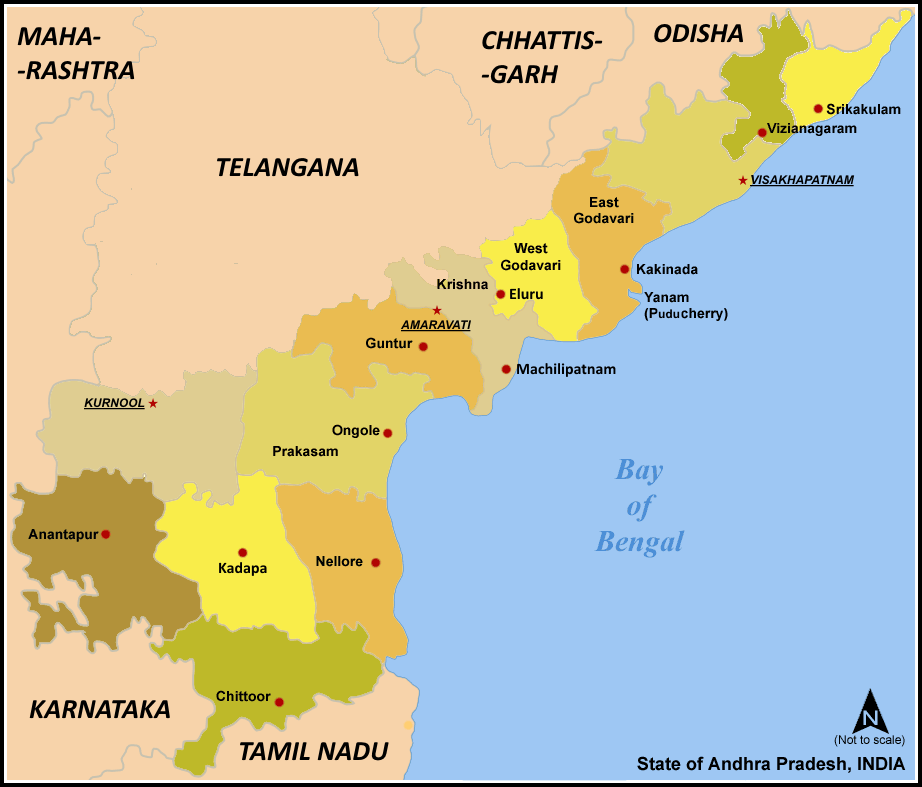
Mapa dystryktów stanu Andhra Pradesh przed reformą z 2022 roku
Mapa dystryktów stanu Andhra Pradesh po reformie z 2022 roku i drobnej korekcie granic w roku 2023